# Illya Kuryakin
Illya Nickovetch Kuryakin är en fiktiv karaktär från den amerikanska TV-serien Mannen från UNCLE, porträtterad av den skotske skådespelaren David McCallum. Kuryakin är en rysk hemlig agent som tillsammans med sin kollega Napoleon Solo arbetar för UNCLE (United Network Command for Law and Enforcement) vid deras högkvarter i New York.
I filmen The Man from U.N.C.L.E. porträtteras han av Armie Hammer.

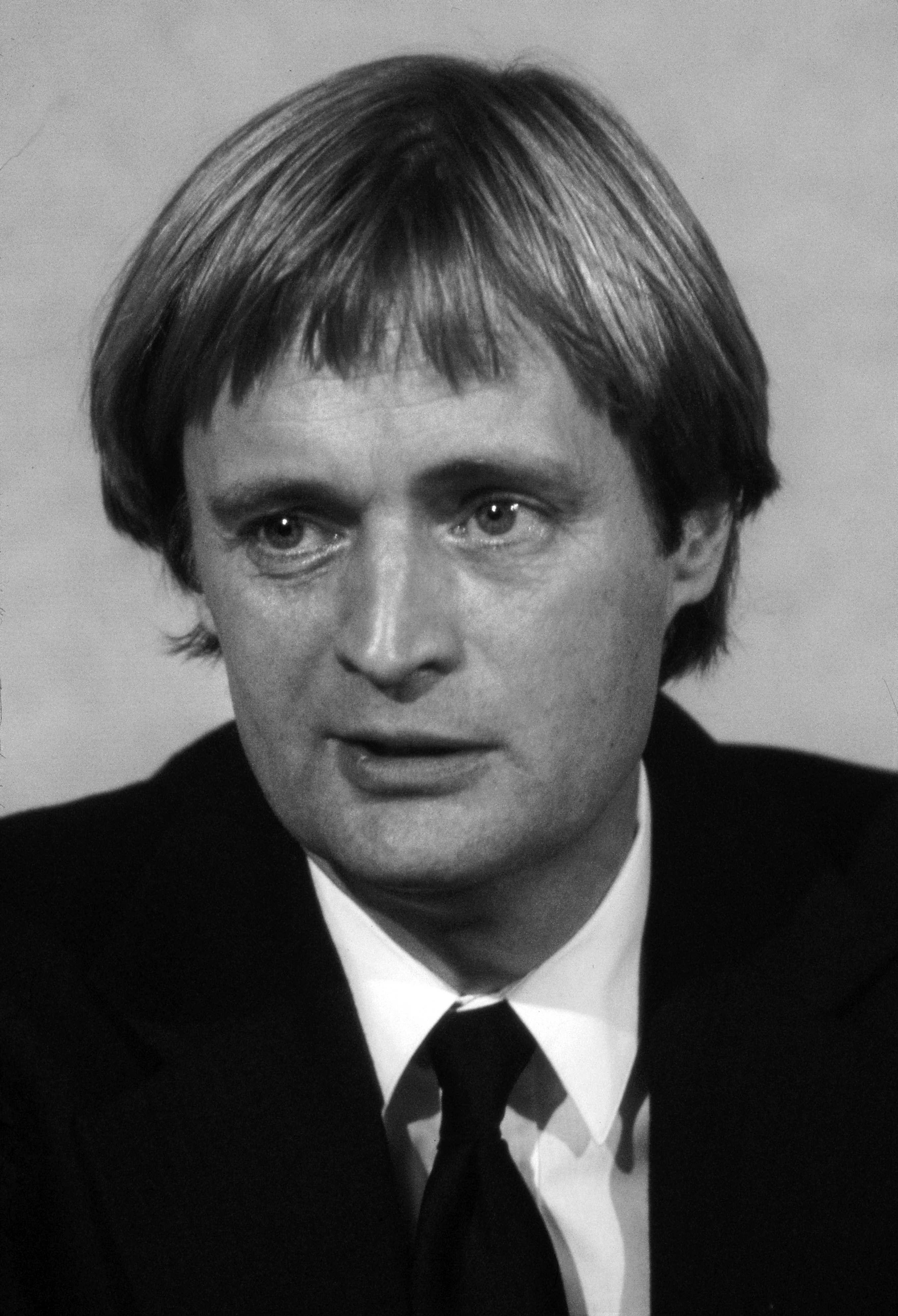
David McCallum som Illya Kuryakin.